# Općina Apače
Apače je općina u Donjoj Štajerskoj, u sjeveroistočnoj Sloveniji na granici s Austrijom. Ustrojena je 2006. godine.

## Naselja u općini
Apače, Črnci, Drobtinci, Grabe, Janhova, Lešane, Lutverci, Mahovci, Nasova, Novi Vrh, Plitvica, Podgorje, Pogled, Segovci, Spodnje Konjišče, Stogovci, Vratja vas, Vratji Vrh, Zgornje Konjišče, Žepovci, Žiberci

Nastala je izdvajanjem iz općine Gornja Radgona.

## Vanjske poveznice
- Službena stranica općine Apače